# مشعل فيحان
مشعل فيحان المطيري، لاعب كرة قدم كويتي.
و هو يلعب مع نادي النصر الكويتي.
وهو أخو اللاعب مشاري فيحان.